# Heteropygas dognini
Heteropygas dognini là một loài bướm đêm trong họ Noctuidae.